# Ново (Тверская область)
Но́во — деревня в Кувшиновском районе Тверской области России. Относится к Большекузнечковскому сельскому поселению.
Находится в верховьях реки Каменки, на автодороге «Кувшиново—Кунино», в 8 км от районного центра Кувшиново.
Население по переписи 2002 года — 73 человека, 31 мужчина, 42 женщины.

## История
В Списке населенных мест Новоторжского уезда 1859 года значится владельческая деревня Новая, 61 двор, 397 жителей.
Во второй половине XIX деревня Новое (Алферово) входила в Бараньегорскую волость Новоторжского уезда Тверской губернии. В 1884 году — 80 двор, 434 жителя.
В 1901 году деревня Новая входит в приход Троицкой церкви погоста Баранья Гора, в деревне находилась деревянная часовня постройки 1863 года. В 1910-е годы Новое выделяется в самостоятельный приход и в селе строится церковь. По данным на 1914 год, в селе Новое церковь иконы Божией Матери Взыскание Погибших.
В 1940 году деревня Ново — центр Новского сельсовета Каменского района Калининской области.
В 1970—80-е годы в деревне — школа, бригада колхоза «Восход» (центральная усадьба в деревне Большое Кузнечково).
В 1997 году — 41 хозяйство, 93 жителя.